# Batalla de Dolores
La Batalla de Dolores, también conocida como Batalla de San Francisco, fue un enfrentamiento militar ocurrido el 19 de noviembre de 1879 durante la Guerra del Pacífico. En este enfrentamiento, el ejército chileno, bajo el mando del coronel Emilio Sotomayor, derrotó a las fuerzas aliadas de Perú y Bolivia, dirigidas por el general Juan Buendía y Noriega. La contienda tuvo lugar cerca del pozo de Dolores, a unos 30 kilómetros al sureste de Pisagua, en el marco de la Campaña de Tarapacá. 
El enfrentamiento siguió al desembarco chileno en Pisagua el 2 de noviembre, que marcó el inicio de las operaciones en la región. Mientras las fuerzas chilenas se reorganizaban en el puerto y sus alrededores, las fuerzas aliadas, formadas por sobrevivientes del desembarco y refuerzos provenientes de Iquique, se dirigieron al norte para unirse con las tropas bolivianas dirigidas por Hilarión Daza. 
Sin embargo, por razones aún discutidas, las tropas de Daza se detuvieron en la quebrada del río Camarones y regresaron a Arica. Esto permitió que las fuerzas de Buendía se enfrentaran a las tropas chilenas sin refuerzos bolivianos. La victoria chilena en Dolores consolidó su control sobre la región de Tarapacá. 

## Antecedentes
Tras el desembarco en Pisagua del 2 de noviembre de 1879, los invasores se dirigieron al interior para consolidar la cabeza de playa ya establecida en la costa. El 6 de noviembre, dos escuadrones del regimiento Cazadores a Caballo al mando de José Francisco Vergara destruyeron una fuerza combinada compuesta por 94 jinetes de los regimientos Húsares de Junín y Húsares de Bolivia en Pampa Germania.
Considerando la aridez del teatro de operaciones, la estrategia chilena en la campaña de Tarapacá consistió en asegurar las fuentes de agua en la región a medida que las tropas avanzaban por el desierto. Uno de esos puntos fue el llamado "Pozo de Dolores", próximo a la Oficina Salitrera San Francisco.
Una vez conocida en Tacna la victoria chilena en Pisagua, los aliados rápidamente acordaron que las tropas bolivianas al mando de Hilarión Daza partirían al encuentro de Buendía, fijando el punto de reunión en la quebrada de Tana, desde donde una vez reunidas atacarían el puerto. El 5 de noviembre se decidió movilizar al ejército peruano desde Iquique; encontrándose con un grupo de compañías bolivianas en Negreiros el 15 de noviembre al mando del general Villamil. El 11 de noviembre, Hilarión Daza parte desde Arica con una división boliviana, llegando hasta Camarones el día 16, desde donde decidió retornar a Arica. Receloso de la lealtad de sus oficiales en Tacna que el presentía le darían un golpe de Estado en esa población, Daza deliberadamente arruinó la expedición, pero sobre todo la tropa y resto de oficialidad, si quiso avanzar para cumplir su misión a pesar de que la falta de agua, suministros y el calor del desierto, habían menguado sus filas, 
Daza no retornaría con ellos y se quedó en Camarones y continuo luego hasta Tana. Al enterarse, el general Narciso Campero, que salía de La Paz con más tropas bolivianas decidió también regresar.
Por su parte, el Estado Mayor aliado se enteró por el joven Parada, uno de los ocho mensajeros enviados a buscar a Daza -a quien Buendía suponía cerca de Tiliviche- que este había regresado a Tacna desde Camarones, cundiendo un gran desaliento entre las tropas bolivianas. En la mañana del 19 de noviembre los aliados divisaron los parapetos y la artillería chilenas en el cerro San Francisco.

Teatro de Operaciones en la campaña de Tarapacá. Arica, desde donde inició su marcha H. Daza y a donde se retiraron las tropas de la alianza, está a 230 km al norte de Pisagua, pero los remanentes aliados debieron tomar caminos más largos.

### Situación preliminar chilena
El 7 de noviembre, conducidos por el coronel José Domingo Amunátegui los regimientos "Buin" 1.º de Línea y 4.º de Línea, junto con los batallones Atacama y Coquimbo y una batería de artillería salieron desde Hospicio en dirección a Dolores. Al día siguiente siguieron la misma ruta el regimiento 3.º de Línea con los batallones Navales y Valparaíso, más otra batería de artillería, dirigidos por el coronel Martiniano Urriola. Ambas fuerzas se reúnen en Dolores el 10 de noviembre, formando un contingente de 6500 soldados a las órdenes del coronel Emilio Sotomayor, hermano del ministro de Guerra en campaña.
Debido a un aviso de que el ejército boliviano se encontraba en Tana (aunque solo se encontraba Daza y aprox. 150 hombres a caballo de la Legión Boliviana, esto sirvió para atraer y distraer tropas Chilenas a ese punto en número de aprox. 3000 hombres, hecho que también se ha olvidado en deprimento de Daza), el general Escala envió al batallón Bulnes a Jazpampa a sostener la posición mientras se le enviaban refuerzos. por ello, Sotomayor se vio obligado a enviar al batallón Coquimbo, al regimiento 3.º de Línea y a una sección de artillería.

### Situación preliminar aliada
El 5 de noviembre, el ejército aliado se dirigió hacia Pozo Almonte, aumentado su número con soldados provenientes de Pisagua. Desde este punto salieron el 13 del mismo mes en dirección a Agua Santa, llegando a destino cuatro días después. Durante todo este viaje las tropas fueron acosadas por la falta de suministros como comida y agua. Las columnas aliadas se dirigen a Negritos, para reanudar la marcha hacia Dolores.

### Plan de batalla chileno
Un grupo de reconocimiento del Cazadores a Caballo divisó cerca de Agua Santa a las fuerzas aliadas que se dirigen hacia las posiciones chilenas en Dolores. Apenas recibió la noticia, Sotomayor decidió —a pesar de estar superado en número— presentar batalla en el llano de Santa Catalina. Consecuentemente, ordenó que el coronel Amunátegui con el regimiento 4.º de Línea, 220 jinetes, y la batería de ocho cañones del sargento mayor Salvo marchara hacia el lugar. Detrás de Amunátegui se envió al batallón Atacama, mientras se le envió la orden a Castro de regresar a toda prisa desde Jazpampa.
El teniente coronel Vergara, junto con el mayor Estanislao del Canto lograron después de una larga insistencia que Sotomayor enmendara su error y aceptara ocupar el cerro San Francisco. Inmediatamente se ordenó el regreso del regimiento Buin y el batallón Navales, que recién habían salido hacia Santa Catalina. También se ordenó a Amunátegui de volver a Dolores.
Cuando fueron reunidas, las fuerzas chilenas fueron dispuestas de la siguiente manera:
En el cerro San Bartolo y Tres Clavos fueron dispuestas las fuerzas del Regimiento 3.º de Línea, además de un destacamento de cincuenta soldados de las distintas unidades, un piquete del Cazadores a Caballo y dos baterías de cuatro cañones cada una. Esta posición quedó bajo el mando del coronel Ricardo Castro.
En el cerro Dolores, y bajo el mando del coronel Martiniano Urriola se destacaron los batallones Navales y Valparaíso, junto con el Regimiento "Buin" 1.º de Línea y dos baterías de seis cañones dirigidas por los capitanes Eulogio Villareal y Roberto Wood.
Dirigidos por el coronel José Domingo Amunátegui, se colocaron en el cerro San Francisco los batallones Atacama y Coquimbo, junto con el Regimiento 4.º de Línea, una batería de ocho cañones al mando del sargento Mayor José María de la Cruz Salvo, y otra batería de seis piezas y dos ametralladoras Gatling dirigida por el sargento mayor Benjamín Montoya.

### Plan de batalla aliado
El general Buendía resolvió dividir su fuerza de 9829 hombres en tres columnas de la siguiente manera:
La columna de Belisario Suárez, compuesta por los batallones Cazadores de Cuzco n.º 5, Cazadores de la Guardia n.º 7, Ayacucho, Guardia de Arequipa, Aroma, Vengadores, Victoria y Colquechaca, además de los regimientos de caballería Húsares de Junín n.º 1 y Húsares de Bolivia.
El mismo Buendía se puso al mando de una columna formada por las unidades Ayacucho n.º 3, Provisional de Lima n.º 3, Columna Cerro de Pasco, Puno n.º 6, Lima n.º 8, Illimani, Olañeta, Dalance y Paucarpata, más una brigada de seis piezas de artillería, el Regimiento Guías, el escuadrón Castilla y 81 francotiradores.
Por último, la columna de Andrés Cáceres fue dejada como reserva, con las unidades Zepita n.º 2, 2 de mayo y 80 hombres de artillería.
El plan de ataque diseñado por Buendía consistía principalmente en un ataque dirigido por él mismo contra Dolores, mientras las columnas de Suárez y de Cáceres atacarían la posición en San Francisco. Mientras, los bolivianos del general Villamil atacarían el extremo noroeste del cerro para luego juntarse con Buendía y así envolver las defensas chilenas.

## Orden de batalla
| Orden de batalla | Orden de batalla |
| --- | --- |
| Chile | Alianza |
| Ejército de Operaciones del Norte CRL Emilio Sotomayor, JEM CRL Arístides Martínez - División de la Derecha CRL Martiniano Urriola - RI 1.º de Línea Buin TCL Luis José Ortiz (8 compañías) - Batallón Cívico de Artillería Naval CRL Martiniano Urriola (4 compañías) - Batallón de Policía Municipal Valparaíso TCL Jacinto Niño (3 compañías) - 1.ª Brigada RA n.º 2 - 1.º/1.ª Batería CAP Eulogio Villarroel - 2.º/1.ª Batería CAP Roberto Wood - División del Centro CRL Domingo Amunátegui - RI 4.º de Línea CRL Domingo Amunátegui (8 compañías) - BI Cívico Coquimbo TCL TCL Alejandro Gorostiaga (4 compañías) - BI Cívico Atacama TCL Juan Martínez (4 compañías) - 3.ª Brigada RA n.º 2 MAY José Salvo - 1.º/3.ª Batería CAP Pablo Urízar (8 pz.) - RC Cazadores a Caballo TCL Pedro Soto Aguilar (3 compañías) - Compañía de Granaderos a Caballo - División de la Izquierda TCL Ricardo Castro - RI 3.º de Línea TCL Ricardo Castro (8 compañías) - RA n.º 2 TCL José Velásquez Bórquez - 2.ª Brigada RA n.º 2 MAY Benjamín Montoya - 1.º/2.ª Batería CAP Santiago Frías (4 pz., 1 am.) - 2.º/2.ª Batería CAP Domingo Carvallo - Compañía de Cazadores a Caballo - Agrupación de pontoneros y otros MAY Juan Larraín (1 compañía) | Ejército del Sur GDD Juan Buendía, JEM CRL Belisario Suárez - Agrupación Oeste CRL Belisario Suárez - I División EP CRL Manuel Velarde - BI Cazadores del Cuzco 5.º de Línea - BI Cazadores de la Guardia 7.º de Línea - III División EP CRL Francisco Bolognesi - BI Ayacucho n.º 2 - BI Guardia de Arequipa - II División EB GLB Pedro Villamil - BI Aroma 2.º de Cochabamba - BI Vengadores 3.º de Potosí - BI Victoria - BI Colquechaca - RC Húsares de Junín n.º 1 - Agrupación Este GDD Juan Buendía - IV División "Vanguardia" EP CRL Justo Pastor Dávila - BI Puno 6.º de Línea CRL Rafael Ramírez - BI Lima 8.º de Línea CRL Remigio Morales Bermúdez - VI División "La Exploradora" EP GDB Pedro Bustamante - BI Provisional de Lima 3.º de Línea - BI 1.º Ayacucho n.º 3 CRL Leoncio Prado - I División EB GDB Carlos Villegas - BI Olañeta 2.º de Cazadores de la Guardia - BI Paucarpata 3.º de La Paz - BI Dalence 1.º de Oruro CRL Donato Vásquez - RC Guías n.º 3 EP - Escuadrón Castilla EP - Batallón de Artillería de Campaña EP TCL Emilio Castañón - RC Húsares de Bolívar n.º 1 EB - Reserva CRL Andrés Cáceres - II División EP CRL Andrés Cáceres - BI Zepita 2.º de Línea - BI Dos de Mayo |

## Desarrollo de la batalla
Apenas llegado a Dolores, Buendía quiso atacar inmediatamente; sin embargo Suárez lo convenció de permitir que la tropa descansara. Además, la demora se usaría para examinar las posiciones enemigas. Con el acuerdo del estado mayor, Suárez envió una partida de 200 hombres a reconocer las posiciones chilenas apostados en el lado suroeste del cerro San Francisco.
Entretanto, Sotomayor recibió el refuerzo de Castro y Velásquez, quienes situaron entre los cerros San Bartolo y Tres Clavos, mientras que los batallones cívicos Atacama y Coquimbo reforzaron las posiciones de San Francisco. Esto motivó a Buendía a ordenar que su ejército se preparara nuevamente para luchar, pero una vez más Suárez lo convenció de lo contrario.
Con los ejércitos frente a frente, algunos soldados aliados se alimentaron, mientras otros hacían pabellones con sus fusiles y otros más se peleaban por recoger agua de un chorro en El Porvenir. En esas circunstancias, alguien dentro de las filas aliadas hizo un disparo. La agitación de los aliados en la pampa preocupaba a los artilleros chilenos que observaban todo este movimiento sin saber si se trataba de preparativos para la batalla o sólo para acampar, por lo que cuando vieron aproximarse a la partida de reconocimiento enviada por Suárez previamente, la batería del sargento mayor Salvo disparó un cañonazo contra este grupo de soldados, los que pensando que este era el inicio de la batalla, atacaron a los chilenos en desorden.

### Acciones en San Francisco
Así, la columna de Belisario Suárez comenzó el ataque sobre el grupo de Amunátegui, inicialmente con dos compañías de los batallones Illimani y Olañeta junto a otras dos de los batallones Puno y Ayacucho. El coronel boliviano Lavadenz con la 1.ª compañía del batallón Dalance se acercó a tan sólo cuarenta metros de la batería del sargento mayor Salvo, inexplicablemente defendida solo por sus sirvientes. Para reforzar a los atacantes, el general Villegas ordenó entrar en combate a otras dos compañías del Dalance mas el resto del batallón Puno y las tropas del Lima n.º 8.
Asimismo, Villegas avanzó con el resto de sus tropas hacia la batería del sargento mayor Salvo y éstos logran arrebatar algunas piezas de artillería, es donde subido sobre un cañón el corneta Boliviano Mariano Mamani del batallón Dalance hace toque incesante para solicitar refuerzos y las demás unidades al pie del cerro se sumen al ataque, pero recibe un disparó y cae muerto, Salvo ordenó a sus tropas separarse y continuar defendiendo el resto de cañones con sus carabinas, mientras pedía por refuerzos; logrando demorar a los atacantes dada la superior cadencia de tiro de las carabinas Winchester con las que estaban equipados.
Dos compañías del batallón Atacama, al mando de capitán ayudante Cruz Daniel Ramírez, llegaron en ayuda de Salvo, logrando contener los aliados a estos, también dirigidos por el teniente coronel Ladislao Espinar.  Los aliados, reforzados con otra compañía del Dalance cargaron nuevamente contra las tropas chilenas, forzándolas a retroceder hasta el arribo de una compañía del batallón Coquimbo, la que junto con las tropas del Atacama contra atacan y repelen el ataque aliado. Un tercer intento aliado fue nuevamente rechazado, esta vez definitivamente, con una carga a la bayoneta hasta las laderas del cerro. Además, la reserva aliada hizo fuego sobre las posiciones chilenas qué no abandonaban su lugar, pero tiroteando por la espalda a sus propios compañeros desde los pies del cerro.

### Ataque sobre Dolores
En paralelo, La columna del general Buendía enfiló hacia las posiciones chilenas en la elevación de Dolores, pero en el trayecto sus tropas fueron cogidas en el fuego cruzado de las baterías de los capitanes Frías y Carvallo, el que deshizo su formación. Sin embargo, Buendía logró reorganizar su contingente y dirigirse hacia el grupo del coronel Castro. Cuando las tropas aliadas estuvieron dentro de su rango de tiro, las seis compañías del 3.º de Línea detuvieron el avance enemigo con un nutrido fuego de fusilería; forzándolo a retroceder hasta salir del campo de tiro chileno.

He tenido ocasión de ver a dos soldados muertos, José Espinoza (chileno), y un peruano del Zepita; ambos estaban cruzados por sus bayonetas y como si aún no fuera bastante, esos valientes se hicieron fuego, quedando enseguida baleados en el pecho
Soldado chileno del Batallón Atacama

A las 17:00, cuando llegaba la reserva chilena al mando del general Escala y al notar que los peruanos y bolivianos de refuerzo que estaban al pie del cerro y cercanía jamás llegarían, ya que ahí se encontraban fuerzas restantes a cargo de Suárez y Caceres, que empezaron a dispersarse tal vez desmotivados por los resultados y muy mala organización en las primeras acciones, un ejemplo el húsares de Junín a cargo de Cáceres que simplemente ya había desaparecido del lugar,  todo esto fue el resultado final de una mala o ninguna planificación por parte de los jefes a cargo, Buendia y Suárez que fueron unos incompetentes y pésimos estrategas, por lo que desmoralizados ante esta falta de conducción, dejando regados en el campo gran cantidad de equipo y municiones, resto de oficialidad y tropa simplemente se fueron del campo de operaciones. Los batallones chilenos se mantuvieron en guardia sin creerse haber ganado hasta que distinguieron la retirada de su enemigo.
Mientras el ejército boliviano se dirigió a Oruro, el ejército peruano se retiró con dirección a Tiliviche sin ser perseguido.

## La ocupación de Iquique
El 18 de noviembre es capturada cerca a Arica, la cañonera Pilcomayo por el blindado Blanco Encalada.
El 20 de noviembre, la V División con 886 hombres al mando del coronel Ríos se retira de Iquique hacia Tarapacá para unirse con el ejército peruano de Buendía. Esta división estaba compuesta por gendarmes tarapaqueños y un gran contingente de residentes Bolivianos en Iquique, estos sobre todo Cochabambinos qué se encontraban trabajando allá en las salitreras. 
El 23 de noviembre, una guarnición del blindado Cochrane ocupa Iquique tras ser puesto su almirante en conocimiento, por el cuerpo consular, que la población estaba evacuada. Seguidamente desembarca también el regimiento Esmeralda. El ejército peruano dejó en Iquique a los prisioneros de guerra chilenos que se encontraban confinados en ese puerto, entre ellos los sobrevivientes de la corbeta Esmeralda que Grau había salvado el 21 de mayo.
El 17 de diciembre el diario La Patria de Valparaíso (fundado en 1863 por el senador Isidoro Errázuriz), informa:

El día de la ocupación de Iquique se cometieron desórdenes muy censurables, que fueron mirados con la mayor indiferencia por el general.

El ministro Rafael Sotomayor nombró a Patricio Lynch gobernador civil y militar de Iquique y del Departamento de Tarapacá, encargándole organizara la explotación del salitre.

## Consecuencias
- Enjuiciamiento de Juan Buendía y Belisario Suárez
- Reorganización del ejército chileno en divisiones antes de la Campaña de Tacna y Arica